# Ciutat podrida
«Ciutat podrida» és una cançó del grup cornellanenc La Banda Trapera del Río publicada el 1979 com a part del seu primer LP homònim i considerada la primera cançó punk en català.

## Història
«Ciutat podrida» va ser escrita per Esther Vallès (Sant Gervasi de Cassoles, 1958), amiga del cantant Morfi Grei (1959-2024), que es va inspirar en els blocs verds situats a la vora del riu Llobregat de la Ciutat Satèl·lit, antic nom del barri de Sant Ildefons, en el «descampat amb grans blocs de pisos» que va descobrir: «un territori enfangat i sense cap servei».
De seguida es va convertir en el primer himne de les ciutats i les barriades que envolten Barcelona, «perquè als suburbis la condició era el paisatge», en paraules de l'escriptor Javier Pérez Andújar, qui considera que representa «la reconciliació amb les pròpies contradiccions, amb les pors, ja que es tracta d'una cançó d'amor a unes ciutats, a uns llocs que no tenien res per donar als seus habitants».
El 2003, Inadaptats en va publicar una versió a SOS. El 2023, Fetus la va interpretar, amb la col·laboració de Crim, a la Sala Apolo en l'últim concert de la gira de presentació del disc La serra dels perduts.